# Berberské jazyky
Berberské jazyky jsou větví afroasijské jazykové rodiny, do níž patří jazyky čadské, egyptština a dále jazyky kušitské, omoské a semitské.
Berberskými jazyky se hovoří v severní Africe a většinou koexistují s arabštinou. Patří k nim tamašek (tuaregština), riff (tarafit), kabylština a také již vymřelý jazyk Kanárských ostrovů guančtina.

## Historie a vývoj jazyků
Nejstarším důkazem o berberských jazycích jsou dvě slova na stéle egyptského faraóna Antefa II. (11. dynastie), kde se uvádějí jména libyjských psů. Rovněž lze některá egyptská osobní jména identifikovat jako berberská. Obecně se má za to, že značně nesrozumitelný libyjský jazyk, ve kterém se v severní Africe nalezlo na tisíc nápisů, je raná berberština. Několik staletí před naším letopočtem přišla v důsledku fénické kolonizace berberština do styku s féničtinou, o čemž svědčí fénické výpůjčky v současných berberských jazycích. V této době převzali Berbeři punské písmo a z něho se vyvinula libyjsko-berberská abeceda tifinaġ, která je dosud příležitostně užívána některými berberskými národy, například Tuaregy. Po dobytí severní Afriky Římany převzala berberština větší množství latinských slov. Od té doby až do islámské expanze byla berberská nářečí kontinuálně rozšířena od Egypta k Atlantiku. V jejím důsledku pronikla do severní Afriky arabština a zejména v severních oblastech došlo k naprostému roztříštění berberského jazyka. Oba jazyky se navzájem ovlivnily, ovšem arabský vliv na berberská nářečí byl daleko silnější, a proto se ve slovníku současných berberských jazyků vyskytuje velké množství arabských výpůjček. V nedávné době do berberských jazyků pronikla slova z evropských jazyků, především francouzštiny.

## Gramatika

### Podstatná jména
U podstatných jmen rozeznáváme rod ženský a mužský, číslo a dva pády (základní a předmětný).

### Přídavná jména
Přídavná jména se dělí na dva typy – volná a příklonková a rozeznáváme u nich číslo, dva rody a tři pády.

### Slovesa
Při časování sloves rozeznáváme osobu, číslo, čas, způsob, slovesný i jmenný rod a vid. Minulé časy jsou obecně čtyři – aorist, silný aorist (v dokonavém a nedokonavém vidu), perfektum a negativní perfektum. Některé berberské jazyky mají ještě další dva minulé časy.

## Fonologie
Zvukový systém berberských jazyků je ve značné míře podobný. Souhlásky se vyznačují vlastnostmi typickými pro afroasijské jazyky, jako je zdvojení znělých nebo existence faryngalizovaných souhlásek. S ohledem na významný vliv arabštiny je třeba brát tyto podobnosti s jistou rezervou. Fonémy [sˁ], [h] a [ʕ] jsou tak shodné s arabštinou, že je nelze považovat za původní berberské. Následující tabulka uvádí protoberberské fonémy dle Kossmanna (přitom [ɣ] a [q] jsou alofony).
*Vysvětlení zkratek n. = neznělé, z. = znělé, f. = faryngalizované
|                                     | biabiály | biabiály | biabiály | labiodentály | labiodentály | labiodentály | alveoláry | alveoláry | alveoláry | palatály | palatály | palatály | veláry | veláry | veláry | uvuláry | uvuláry | uvuláry |
| ----------------------------------- | -------- | -------- | -------- | ------------ | ------------ | ------------ | --------- | --------- | --------- | -------- | -------- | -------- | ------ | ------ | ------ | ------- | ------- | ------- |
| n.                                  | z.       | f.       | n.       | z.           | f.           | n.           | z.        | f.        | n.        | z.       | f.       | n.       | z.     | f.     | n.     | z.      | f.      |         |
| Plozivy                             |          | b        |          |              |              |              | t         | d         | dˁ        | c        | ɟ        |          | k      | g      |        | q       |         |         |
| Nazály                              |          | m        |          |              |              |              |           | n         |           |          |          |          |        |        |        |         |         |         |
| Vibranty                            |          |          |          |              |              |              | r         |           |           |          |          |          |        |        |        |         |         |         |
| Frikativy                           |          | β        |          | f            |              |              | s         | z         | zˁ        | ç        |          |          |        | ɣ      |        |         |         |         |
| Aproximanty a laterální aproximanty |          | w        |          |              |              |              |           | l         |           |          | ʎ        |          |        |        |        |         |         |         |

Na druhé straně samohlásky nejsou u berberských jazyků jednotné, na severu to jsou a, i, u a ə, na jihu to jsou dlouhé a:, e:, i:, o: a u: a krátké ə a æ. Jejich rozsáhlý rejstřík prakticky znemožňuje zrekonstruovat původní protoberberštinu.

## Písmo

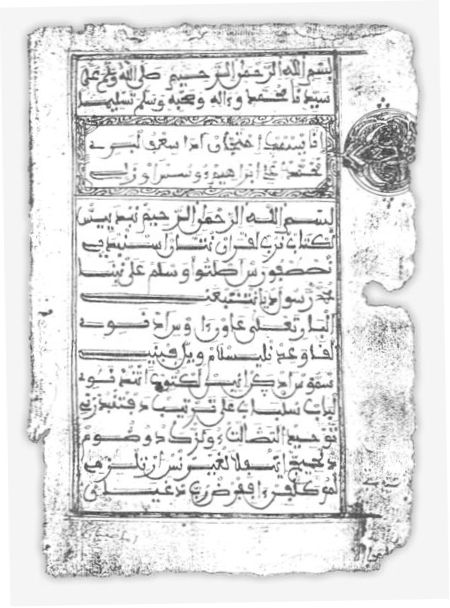
Arabiský rukopis v berberském nářečí tašelhit

Přestože berberská kultura byla dlouhodobě postavena na ústní tradici, existují starobylé písemné památky ve formě nápisů na skalách a artefaktech. Jsou psány zleva doprava libyjsko-berberskou abecedou, která vznikla z punského písma a která se používala mezi 3. stoletím př. n. l. a 3. stoletím n. l. Abeceda měla dvě varianty: východní se 24 znaky, z nichž 22 je rozluštěno, a západní, primitivnější, o 13 znacích. Z libyjsko-berberské abecedy se u Tuaregů vyvinulo písmo tifinaġ, které tradičně nezaznamenávalo kromě koncovek samohlásky. Po islamizaci začali severní Berbeři používat upravené arabské písmo. Z pozdější doby se občas se vyskytují písemnosti, ve kterých jsou do písma tifinaġ vloženy arabské znaky pro samohlásky. Ve 20. století vznikla úpravou písma tifinaġ nová abeceda, která se používá především v Libyi a Maroku, v Nigeru je nazývána šifinaġ. Na druhé straně latinka převládá v Alžírsku, Mali a Nigeru.

## Dělení
Přestože neexistuje název pro souhrn berberských jazyků, tradiční věda je považuje za jazyk, který se rozpadá na několik desítek, nebo dokonce několik stovek jednotlivých dialektů. Jejich vlastní označení tamazight, tamašek, tamahaq jsou dialektickými varietami stejného slova. Současná věda se zhruba od druhé poloviny 20. století přiklání k názoru, že jde spíše o jednotlivé jazyky.
Hlubší klasifikace na nářečí a jejich skupiny je značně problematická, protože rozšíření jazyků, zejména severní skupiny, je nesouvislé.
Jazyky s největším počtem rodilých mluvčích (každý zhruba 3 milióny) jsou tamazight a tašelhit v Maroku a kabylština v Alžírsku. Největší souvislou oblast rozšíření má jazyk kočovných Tuaregů tamašek (~ 1,7 miliónu km²). Níže uvedené dělení je uvedeno podle Ethnologue; mrtvé jazyky jsou označeny †.
| Východní skupina    | Východní skupina | Východní skupina      | Východní skupina          | Východní skupina                                 | Východní skupina       | Východní skupina          | Východní skupina                         |
| jazyk               | nářeční skupina  | dialekt               | odhadovaný počet mluvčích | zkratka                                          | oblast                 | písmo                     | poznámka                                 |
| ------------------- | ---------------- | --------------------- | ------------------------- | ------------------------------------------------ | ---------------------- | ------------------------- | ---------------------------------------- |
| awdžíla-sokna       |                  | awdžíla               | 3 000                     | auj                                              | Libye                  |                           |                                          |
| awdžíla-sokna       |                  | sokna                 | 5 600                     | swn                                              | Libye                  |                           |                                          |
| siwa                |                  |                       | 30 000                    | siz                                              | Egypt                  |                           |                                          |
| Severní skupina     |                  |                       |                           |                                                  |                        |                           |                                          |
| jazyk               | nářeční skupina  | dialekt               | odhadovaný počet mluvčích | zkratka                                          | oblast                 | písmo                     | poznámka                                 |
| atlaská berberština |                  | tamazight             | 3 000                     | tzm Archivováno 1. 11. 2011 na Wayback Machine.  | Maroko                 | arabské, latinka, tifinaġ |                                          |
| atlaská berberština |                  | tašelhit              | 3 000                     | shi                                              | Maroko (Střední Atlas) | arabské, tifinaġ          |                                          |
| atlaská berberština |                  | židovská berberština  | 2 000                     | jbe Archivováno 23. 10. 2012 na Wayback Machine. | Izrael                 | hebrejské                 | původně Vysoký Atlas, přesídlení 1950-60 |
| kabylština          |                  |                       | 3 000                     | kab Archivováno 22. 1. 2009 na Wayback Machine.  | Alžírsko               | arabské, latinka, tifinaġ |                                          |
| zenati              | východní         | ghadamès              | 12 000                    | gha Archivováno 19. 11. 2007 na Wayback Machine. | Libye, Tunisko         |                           |                                          |
| zenati              | východní         | nafusi                | 260 000                   | jbn Archivováno 23. 10. 2012 na Wayback Machine. | Libye, Tunisko         | arabské                   |                                          |
| zenati              | východní         | sened                 | †                         | sds                                              | Tunisko                |                           |                                          |
| zenati              |                  | ghomara               | †                         | gho Archivováno 13. 8. 2011 na Wayback Machine.  | Maroko                 |                           | pro rif vzájemně srozumitelné (1939)     |
| zenati              | mzab-wargla      | tagargrent            | 5 000                     | oua                                              | Alžírsko               |                           |                                          |
| zenati              | mzab-wargla      | tamazight (temacine)  | 6 000                     | tjo                                              | Alžírsko               |                           |                                          |
| zenati              | mzab-wargla      | taznatit              | 40 000                    | grr                                              | Alžírsko               |                           |                                          |
| zenati              | mzab-wargla      | tumzabt               | 70 000                    | mzb                                              | Alžírsko               |                           |                                          |
| zenati              | ríf              | sinhadža              | †                         | sjs                                              | Maroko                 |                           |                                          |
| zenati              | ríf              | tarifit               | 1 700 000                 | rif                                              | Maroko                 | arabské, latinka, tifinaġ |                                          |
| zenati              | šawíja           | tašawit               | 9 000                     | shy                                              | Alžírsko               | arabské, latinka, tifinaġ |                                          |
| zenati              | tidikelt         | tamazight (tidikelt)  | 1 400 000                 | tia                                              | Alžírsko               | arabské, latinka, tifinaġ |                                          |
| šenwa               |                  |                       | 76 000                    | cnu Archivováno 3. 10. 2012 na Wayback Machine.  | Alžírsko               |                           |                                          |
| Tamašek             |                  |                       |                           |                                                  |                        |                           |                                          |
| jazyk               | nářeční skupina  | dialekt               | odhadovaný počet mluvčích | zkratka                                          | oblast                 | písmo                     | poznámka                                 |
| tamašek             | severní          | tamahaq (tahaggart)   | 62 000                    | thv Archivováno 1. 11. 2011 na Wayback Machine.  | Alžírsko, Libye, Niger | arabské, tifinaġ          |                                          |
| tamašek             | jižní            | tamajaq (tawallammat) | 640 000                   | ttq Archivováno 19. 1. 2012 na Wayback Machine.  | Niger, Mali            | latinka, tifinaġ          | přechodně v důsledku kočování i Nigérie  |
| tamašek             | jižní            | tamajeq (tayart)      | 250 000                   | thz Archivováno 19. 1. 2012 na Wayback Machine.  | Niger                  | latinka, tifinaġ          |                                          |
| tamašek             | jižní            | tamašeq               | 280 000                   | taq Archivováno 1. 11. 2011 na Wayback Machine.  | Mali, Burkina Faso     | latinka, tifinaġ          |                                          |
| Zenaga              |                  |                       |                           |                                                  |                        |                           |                                          |
| jazyk               | nářeční skupina  | dialekt               | odhadovaný počet mluvčích | zkratka                                          | oblast                 | písmo                     | poznámka                                 |
| zenaga              |                  |                       | 200                       | zen                                              | Mauritánie             |                           |                                          |